# Jaszczurnik (ptak)
Jaszczurnik (Gampsonyx swainsonii) – gatunek najmniejszego ptaka drapieżnego z podrodziny kaniuków (Elaninae) w rodzinie jastrzębiowatych (Accipitridae). Jedyny przedstawiciel rodzaju Gampsonyx. Zamieszkuje Amerykę Centralną i Południową. Nie jest zagrożony.

## Zasięg występowania
Jaszczurnik występuje w zależności od podgatunku:
- G. swainsonii leonae – od Nikaragui do północnej Ameryki Południowej.
- G. swainsonii magnus – zachodnia Kolumbia do zachodniego Peru.
- G. swainsonii swainsonii – środkowa Brazylia do wschodniego Peru, Boliwii i północnej Argentyny.

## Taksonomia
Etymologia
- Gampsonyx (Gampsonix, Campsonyx): gr. γαμψονυξ gampsonux, γαμψονυχος gampsonukhos „haczykowaty pazur”, epitet odnoszący się do sępa, od γαμψος gampsos „zakrzywiony”; ονυξ onux, ονυχος onukhos „pazur”[13].
- swainsonii: William Swainson (1789–1855), angielski przyrodnik, artysta, kolekcjoner[14].
- leonae: León, zachodnia Nikaragua[15].
- magnus: łac. magnus „wielki, duży, potężny”[16].

## Morfologia
Długość ciała 20–28 cm, rozpiętość skrzydeł 45–55 cm; masa ciała samca 94–97 g. Samice są średnio 10–20% większe od samców. Obie płci ubarwione są podobnie. Ma łupkowoczarny wierzch ciała, a biały spód. Czoło jest rdzawożółte, policzki pomarańczowe, a sam czubek głowy jest czarny. Na bokach piersi widnieją 2 czarne plamy. Nogawice są natomiast brunatne. Zarówno pod względem wielkości, jak i wyglądu podobny jest do sokoła.

## Biotop
To ptak zamieszkujący przerzedzone lasy tropikalne, stepy, sawanny, które rzadko porastają drzewa.

## Pożywienie
Poluje na duże owady, płazy, a nawet małe ptaki. Sama nazwa wskazuje na preferowaną zdobycz. Czatowanie na ofiary odbywa się z zasadzki – przyczaja się na gałęzi.

## Rozród
Toki
Rytuały i czynności związane z wydawaniem na świat potomstwa powiązane są z porą deszczową, tzn. lęgi wyprowadzane są nim nastanie. Przed rozpoczęciem lęgów samiec w ramach toków popisuje się przed samicą powietrznymi akrobacjami.
Gniazdo
Położone jest bardzo wysoko, w koronach drzew na wysokości 20–25 metrów. Miejsce lęgowe lokuje w rozwidleniach gałęzi 5 metrów od pnia. Ma kształt miski, a budują je splecione gałązki. Jego rozmiary dochodzą do 10 cm głębokości i 20 cm średnicy.
Wysiadywanie
Samica składa zazwyczaj 2–3 jaja, a potem sama je wysiaduje. Czas inkubacji w czterech zbadanych gniazdach na Trynidadzie wynosił 34–35 dni, w Argentynie 28–30 dni.
Pisklęta
Młode opuszczają gniazdo po około 35 dniach od wyklucia.

## Status
Międzynarodowa Unia Ochrony Przyrody (IUCN) uznaje jaszczurnika za gatunek najmniejszej troski (LC – Least Concern) nieprzerwanie od 1988 roku. W 2019 roku organizacja Partners in Flight szacowała, że liczebność światowej populacji mieści się w przedziale 0,5–5,0 miliona dorosłych osobników, a jej trend jest silnie wzrostowy. Przyczyną wzrostu liczebności jest wylesianie, które powoduje powstanie nowych, dogodnych dla tego gatunku siedlisk.